# سرزن (مقاطعة دلفان)
سرزن (بالفارسية: سرزن) هي قرية تقع في قسم ايتيوند الشمالي الريفي (مقاطعة دلفان) في إيران. يقدر عدد سكانها بـ 78 نسمة بحسب إحصاء 2016.